# Lily Collins
Lily Jane Collins (Guildford, 18 marzo 1989) è un'attrice e modella britannica con cittadinanza statunitense.

## Biografia
Lily Collins è nata a Guildford, nel Surrey, figlia del celebre musicista inglese Phil Collins e della sua seconda moglie, la statunitense Jill Tavelman, ex presidentessa del prestigioso Beverly Hills Women's Club, a sua volta figlia dell'immigrato canadese d'origine ebraica, proprietario per svariati anni di un  negozio d'abbigliamento maschile a Beverly Hills (in California). A seguito del divorzio dei suoi genitori nel 1996, quando non aveva che sette anni d'età, Lily si trasferì con sua madre a Los Angeles, dove crebbe e frequentò le scuole.

Si è diplomata presso l'istituto di coeducazione Harvard-Westlake School e laureata in giornalismo televisivo presso la University of Southern California. È stata presentata come debuttante al Bal des débutantes di Parigi nel 2007. È la sorellastra del musicista Simon Collins e dell'attrice Joely Collins dal primo matrimonio di suo padre, e ha altri due fratelli dal terzo matrimonio di suo padre. Da adolescente, ha sofferto di un disturbo alimentare che ha poi rivelato nel suo libro Unfiltered: No Shame, No Regrets, Just Me.

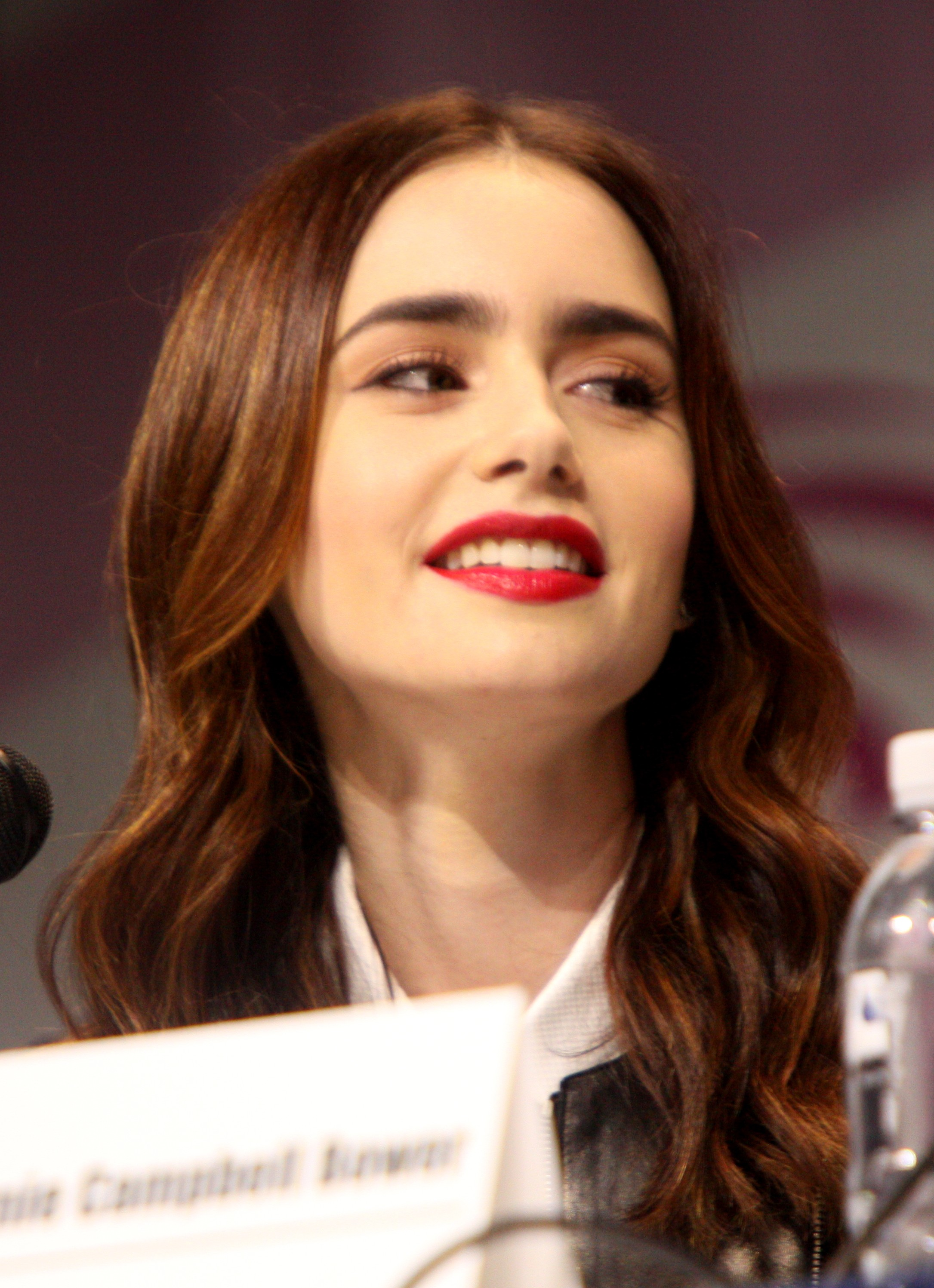
Lily Collins al WonderCon nel 2013

Comincia a recitare all’età di 2 anni nella serie della BBC Growing Pains. Negli Stati Uniti all'età di 5 anni ha le sue prime esperienze di recitazione teatrale in un'accademia giovanile di arte drammatica. In età adolescenziale si appassiona anche al giornalismo, scrivendo per Elle Girl, Seventeen, Teen Vogue e il Los Angeles Times. Nel 2007 è scelta da Chanel per indossare un suo abito al Ballo delle debuttanti. L'anno seguente è eletta da Glamour modella internazionale dell'anno, vince un Young Hollywood Award come Newest Red Carpet Correspondent e appare inoltre in due episodi della serie televisiva 90210.
Nel 2009 appare sulla copertina del numero di agosto di Glamour, ottiene il primo ruolo cinematografico in The Blind Side e figura al dodicesimo posto nella classifica The Hottest Daughters of Rock Stars stilata dalla rivista Maxim. Prende parte anche a Priest, in uscita nel 2011. A dicembre 2010 le viene assegnato il ruolo della protagonista quindicenne Clarissa "Clary" Fray nell'adattamento cinematografico del primo romanzo della saga Shadowhunters Città di ossa di Cassandra Clare. Dopo un casting lungo due anni, le riprese cominciano ad agosto 2012.
Nel 2011 ottiene il ruolo di co-protagonista al fianco di Taylor Lautner nel film Abduction - Riprenditi la tua vita e The English Teacher, esordio sul grande schermo del regista Craig Zisk. Prende inoltre parte al film Biancaneve, dove interpreta la protagonista al fianco di Julia Roberts (la regina cattiva) e Armie Hammer (il principe azzurro). In Biancaneve canta I Believe in Love (Mirror Mirror Mix), cover della canzone Love di Nina Hart, comparsa per la prima volta nel film del Taking Off del 1971. Nel 2012 recita in Stuck in Love, film di Josh Boone, che la vede al fianco di Jennifer Connelly, Logan Lerman e Greg Kinnear: il film è presentato al Toronto International Film Festival il 9 settembre 2012. Nell'ottobre del 2013 appare nel video musicale City of Angels dei Thirty Second to Mars. Nel 2014 è protagonista di Scrivimi ancora, adattamento dell'omonimo romanzo di Cecelia Ahern, dove recita insieme a Sam Claflin e da gennaio 2014 è il nuovo volto di Lancôme.
A febbraio 2014 entra nel cast di L'eccezione alla regola, film di Warren Beatty, dove recita al fianco di Alden Ehrenreich, venendo poi candidata per questo ruolo ai Golden Globe 2017. A marzo 2016 viene annunciato il suo ruolo da protagonista nella commedia nera Fino all'osso, scritta e diretta da Marti Noxon. Lo stesso mese si unisce al cast del film Okja, al fianco di Jake Gyllenhaal e Tilda Swinton, diretto da Bong Joon-ho e in uscita nel 2017. Nel 2016 recita insieme a Matt Bomer e Kelsey Grammer nel pilot della serie tv L'ultimo tycoon, prodotta da Amazon Studios e tratta dal romanzo Gli ultimi fuochi di Francis Scott Fitzgerald. Nel 2017 è protagonista del film Fino all'osso, in cui interpreta una ragazza affetta da una grave forma di anoressia nervosa. La pellicola è stata distribuita sulla piattaforma Netflix a partire dal mese di luglio. Nell'aprile 2018 è stato annunciato che la Collins avrebbe recitato nel film The Cradle di Hope Dickson Leach, al fianco di Jack O'Connell. Nel 2019 entra a far parte del cast del film Ted Bundy - Fascino criminale, interpretando la fidanzata del protagonista. Ha recitato come protagonista nella serie Emily in Paris su Netflix.

## Vita privata
Nel 2019 Collins inizia a frequentare il regista e sceneggiatore Charlie McDowell, figlio degli attori Mary Steenburgen e Malcolm McDowell; il fidanzamento viene ufficializzato nel settembre 2020. I due convolano a nozze il 4 settembre 2021 a Dunton Hot Springs, nel Colorado. Il 31 gennaio 2025 la coppia ha annunciato tramite social la nascita della figlia Tove Jane, avuta tramite madre surrogata.
La Collins ha dichiarato, nel 2013, che non le piace discutere pubblicamente l'interesse giornalistico delle sue relazioni a causa delle difficoltà provocate dai media durante il divorzio dei suoi genitori.

## Filmografia

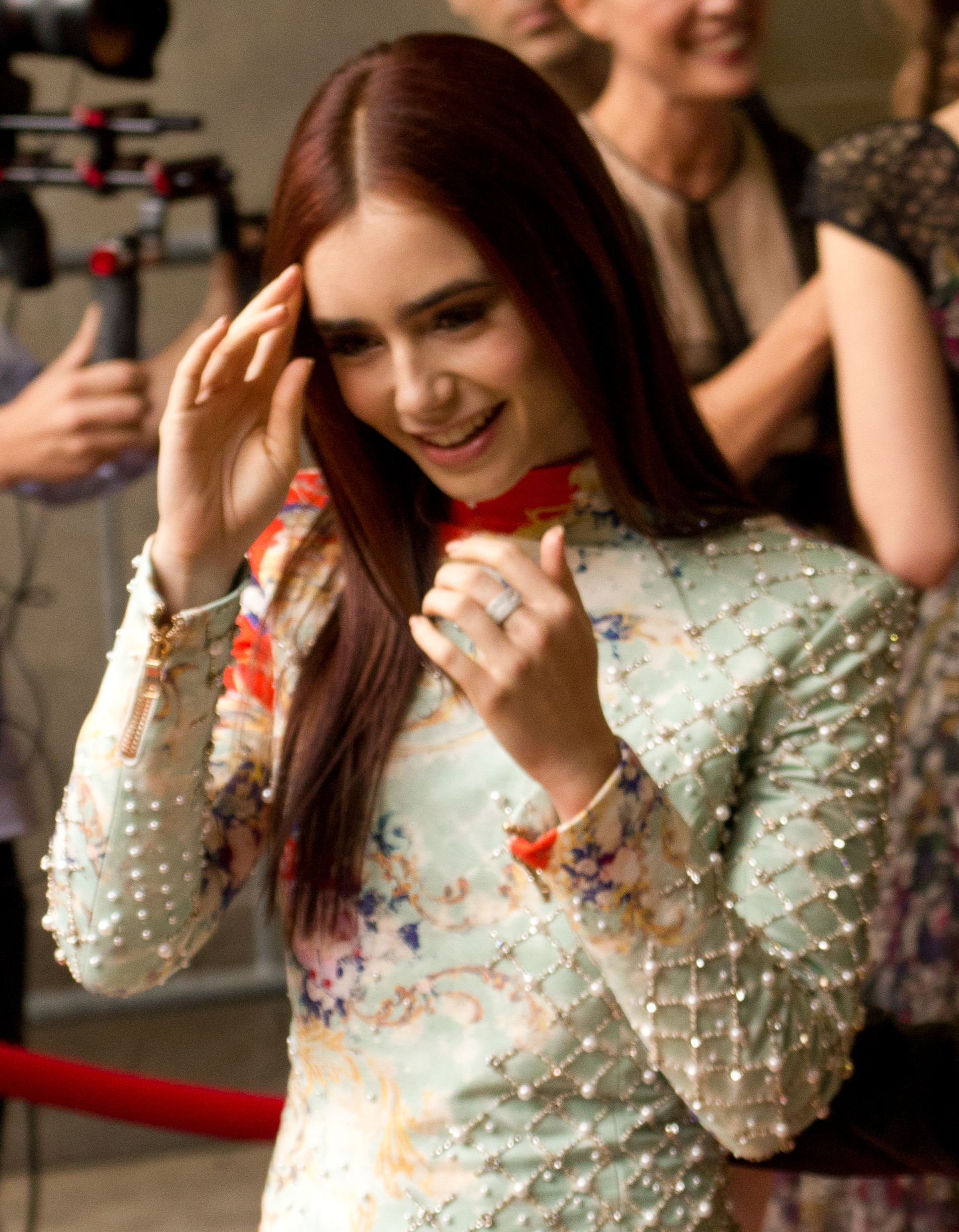
Lily Collins al Toronto International Film Festival nel 2012

### Attrice

#### Cinema
- The Blind Side, regia di John Lee Hancock (2009)
- Priest, regia di Scott Stewart (2011)
- Abduction - Riprenditi la tua vita (Abduction), regia di John Singleton (2011)
- Biancaneve (Mirror Mirror), regia di Tarsem Singh (2012)
- Stuck in Love, regia di Josh Boone (2012)
- The English Teacher, regia di Craig Zisk (2013)
- Shadowhunters - Città di ossa (The Mortal Instruments: City of Bones), regia di Harald Zwart (2013)
- Scrivimi ancora (Love, Rosie), regia di Christian Ditter (2014)
- L'eccezione alla regola (Rules Don't Apply), regia di Warren Beatty (2016)
- Okja, regia di Bong Joon-ho (2017)
- Fino all'osso (To the Bone), regia di Marti Noxon (2017)
- Ted Bundy - Fascino criminale (Extremely Wicked, Shockingly Evil and Vile), regia di Joe Berlinger (2019)
- Tolkien, regia di Dome Karukoski (2019)
- Inheritance, regia di Vaughn Stein (2020)
- Mank, regia di David Fincher (2020)
- Windfall, regia di Charlie McDowell (2022)
- MaXXXine, regia di Ti West (2024)

#### Televisione
- 90210 – serie TV, episodi 1x23-1x24 (2009)
- L'ultimo tycoon (The Last Tycoon) – serie TV, 9 episodi (2016-2017)
- I miserabili (Les Misérables) – miniserie TV, 3 puntate (2018-2019)
- Emily in Paris – serie TV, 30 episodi (2020-in corso)
- Calls – serie TV, episodio 1x01 (2021)
- Curb Your Enthusiasm – serie TV, episodio 10x11 (2021)

### Doppiatrice
- Tarzan, regia di Kevin Lima e Chris Buck (1999)
- È arrivato il Broncio (Here Comes the Grump), regia di Andrés Couturier (2018)

## Riconoscimenti
- Golden Globe
  - 2017 – Candidatura alla migliore attrice in un film commedia o musicale per L'eccezione alla regola[40]
  - 2021 – Candidatura alla miglior attrice in una serie commedia o musicale per Emily in Paris

- Hollywood Film Awards
  - 2016 – Miglior volto nuovo per L'eccezione alla regola

- MTV Movie & TV Awards
  - 2013 – Candidatura al miglior duro dell'estate per Shadowhunters - Città di ossa
  - 2021 – Candidatura al miglior bacio (con Lucas Bravo) per Emily in Paris
  - 2021 – Candidatura alla miglior coppia (con Ashley Park) per Emily in Paris

- Teen Choice Awards
  - 2012 – Candidatura alla miglior attrice di film sci-fi/fantasy per Biancaneve
  - 2014 – Candidatura alla miglior attrice di film d'azione per Shadowhunters – Città di ossa

- Young Hollywood Awards
  - 2008 – One to Watch

## Doppiatrici italiane
Nelle versioni in italiano delle opere in cui ha recitato, Lily Collins è stata doppiata da:
- Valentina Favazza in Biancaneve, Scrivimi ancora, L'eccezione alla regola, L'ultimo tycoon, Mank, Windfall, MaXXXine
- Joy Saltarelli in Stuck in Love, The English Teacher, Okja, Fino all'osso
- Valentina Mari in Abduction - Riprenditi la tua vita, Ted Bundy - Fascino criminale
- Letizia Ciampa in Tolkien
- Erica Necci in The Blind Side
- Barbara Pitotti in 90210
- Giulia Tarquini in Priest
- Giulia Franceschetti in Shadowhunters - Città di ossa
- Gaia Bolognesi ne I miserabili
- Federica Simonelli in Emily in Paris
- Martina Felli in Inheritance

Da doppiatrice è sostituita da:
- Chiara Francese in È arrivato il Broncio